# Musée haut, musée bas
Pour l’article homonyme, voir Musée haut, musée bas (film).
Musée haut, musée bas est une pièce de théâtre écrite par Jean-Michel Ribes en 2004, créée au théâtre du Rond-Point le 21 septembre 2004. La chorégraphie est signée Jean-Claude Gallotta. Le texte est édité chez Actes Sud - Papiers.

## Distribution
- Jean-Damien Barbin
- Émeline Bayart
- Catherine Beau
- Mylène Bonnet
- Annie Grégorio
- Christian Hecq
- Micha Lescot
- Patrick Ligardes
- Anne Saubost
- Éric Verdin

- mise en scène : Jean-Michel Ribes, assisté de Patrick Cartoux et Kéa Ostovany, stagiaires Camille Kiejman et Héloïse Labrande
- décors : Patrick Dutertre
- costumes : Juliette Chanaud
- lumière : Marie Nicolas
- vidéo : Éric Vernhes
- chorégraphie : Jean-Claude Gallotta, assisté de Béatrice Warrand
- musique : Jean-Claude Camors et le groupe Strigall
- accessoires : Valérie Lesort
- son : Samuel Gutman

## Molières 2005
- Molière de la révélation théâtrale pour Micha Lescot
- nomination au Molière de la comédienne dans un second rôle pour Annie Grégorio
- nomination au Molière de l'auteur pour Jean-Michel Ribes
- nomination au Molière de la meilleure pièce de création
- nomination au Molière du décorateur pour Patrick Dutertre
- nomination au Molière du créateur de costumes pour Juliette Chanaud
- nomination au Molière du créateur de lumières pour Marie Nicolas

## Cinéma
La pièce a été portée au cinéma par l'auteur, avec de nombreux acteurs connus comme Michel Blanc, Gérard Jugnot, Josiane Balasko, Isabelle Carré, Pierre Arditi, Victoria Abril, Urbain Cancelier, André Dussollier, Fabrice Luchini, etc.
Le film est sorti en France le 19 novembre 2008.